# Якименки
Яки́менки — село в Україні, у Роменському районі Сумської області. Населення становить 110 осіб. Входить до складу Недригайлівської селищної громади.

## Географія
Село Якименки знаходиться у одного з витоків річки Хусть. На відстані до 1 км розташовані села Нелени і Гринівка. По селу протікає пересихаючий струмок з загатою.

## Історія
Село постраждало внаслідок геноциду українського народу, проведеного урядом СРСР в 1932—1933 роках.
До 2016 року орган місцевого самоврядування — Гринівська сільська рада.
12 червня 2020 року, відповідно до розпорядження Кабінету Міністрів України № 723-р «Про визначення адміністративних центрів та затвердження територій територіальних громад Сумської області», село увійшло до складу Недригайлівської селищної громади.
19 липня 2020 року, в результаті адміністративно-територіальної реформи та ліквідації Недригайлівського району, село увійшло до складу новоутвореного  Роменського району.

## Населення

### Мова
Розподіл населення за рідною мовою за даними перепису 2001 року:
| Мова            | Кількість | Відсоток |
| --------------- | --------- | -------- |
| українська      | 109       | 99.09%   |
| інші/не вказали | 1         | 0.91%    |
| Усього          | 110       | 100%     |